# 罗强 (1963年)
罗强（1963年10月—），男，重庆人，中华人民共和国政治人物。成都地质学院找矿系区域地质专业毕业，西南石油学院石油地质专业硕士、成都理工大学矿物岩石专业在职博士研究生学历。

## 生平
1982年7月参加工作，1985年3月加入中国共产党。历任西南石油学院勘探系助教，讲师、院团委副书记，讲师、勘探系党总支副书记，副教授、勘探系党总支副书记，院党委学生工作部部长，院党委学生工作部部长兼院团委书记，院长助理兼党委学生工作部部长，副院长。
1996年12月，任共青团四川省委副书记、四川省青年联合会副主席。2002年12月，任共青团四川省委书记。2005年8月，任中共达州市委副书记、代市长，并于2006年2月转正。2008年，当选第十一届全国人大代表。2008年4月，转任中共广元市委书记，兼任同市人大常委会主任。2012年5月，任中共绵阳市委书记。2015年6月，任四川省人民政府党组成员，并兼任四川省人民政府秘书长。2016年9月，他转任中共成都市委副书记，代市长。2017年1月，正式当选成都市市长。2018年2月24日，当选为第十三届全国人大代表。2020年8月，和王凤朝对调，出任四川省人民政府副省长。2023年1月，当选为四川省人大常委会副主任。